# Panorpa subulifera
Panorpa subulifera is een insect uit de orde van de schorpioenvliegen (Mecoptera), familie van de schorpioenvliegen (Panorpidae). De wetenschappelijke naam van de soort is voor het eerst geldig gepubliceerd door Byers in 1962.
De soort komt voor in Virginia (Verenigde Staten).